# 2022年7月西安市2019冠状病毒病聚集性疫情
2022年7月西安市2019冠状病毒病聚集性疫情是指自2022年7月2日在中华人民共和国陕西省西安市爆发的2019冠状病毒病本土聚集性疫情。2022年7月2日，西安市在重点人群中检测发现1例确诊病例，之后又在后续流调排查中发现5名初筛阳性人员，为该病例的家人和同院子居住邻居。本轮疫情中发现的感染者绝大多数与废品回收人员或其相关人员有关，系由Omicron变异株BA.5.2分支引起，是中国大陆第一波由Omicron变异株BA.5引起的本土聚集性疫情。为应对本轮疫情，西安市决定自7月6日0时起，在全市实行7天临时性管控措施，在严格管控后的第七天（7月12日）已持续6天无社会面病例，疫情已得到有效控制。国务院联防联控机制其后也下发通知，推广近期本轮疫情处置做法。

## 背景及感染源
西安市曾在2021至2022年间、2022年3月及4月先后发生过三波聚集性疫情。本轮疫情发现的核酸阳性感染者绝大部分与陕西朝辉再生资源交易集散市场（大风尚再生艺术馆）相关联，感染的毒株均为Omicron变异株BA.5.2分支，病毒虽来自境外，但源头暂不明。本轮疫情具有明显的聚集性，阳性感染者多数有共同工作、共同居住的接触史。

## 确诊概况
7月2日，西安市在重点人群中检测发现1例确诊病例。截至7月9日，本轮疫情累计报告45例阳性感染者。
| 日期   | 确诊 | 无症状 | 无症状转确诊 | 累计新增感染者数 | 累计感染者数 | 在重点人群核酸检测中发现 | 在密接排查中发现 | 在隔离观察人员中发现 | 在社区核酸筛查中发现 | 在高风险区封控人员中发现 | 参考资料    |
| ------ | ---- | ------ | ------------ | ---------------- | ------------ | ------------------------ | ---------------- | -------------------- | -------------------- | ------------------------ | ----------- |
| 7月2日 | 3    | 3      | 0            | 6                | 6            | 1                        | 5                | 0                    | 0                    | 0                        | [ 1 ] [ 9 ] |
| 7月3日 | 0    | 3      | 0            | 3                | 9            | 1                        | 1                | 0                    | 1                    | 0                        | [ 10 ]      |
| 7月4日 | 7    | 2      | 0            | 9                | 18           | 0                        | 0                | 7                    | 2                    | 0                        | [ 11 ]      |
| 7月5日 | 1    | 10     | 0            | 11               | 29           | 0                        | 0                | 7                    | 4                    | 0                        | [ 12 ]      |
| 7月6日 | 3    | 1      | 0            | 4                | 33           | 0                        | 0                | 3                    | 1                    | 0                        | [ 13 ]      |
| 7月7日 | 1    | 7      | 0            | 8                | 41           | 0                        | 0                | 6                    | 0                    | 2                        | [ 14 ]      |
| 7月8日 | 1    | 2      | 0            | 3                | 44           | 0                        | 0                | 3                    | 0                    | 0                        | [ 15 ]      |
| 7月9日 | 0    | 1      | 0            | 1                | 45           | 0                        | 0                | 1                    | 0                    | 0                        | [ 16 ]      |

## 反应及应对措施
7月5日，陕西省省长赵一德召开全省疫情防控调度会，强调西安市要抓住疫情处置窗口期，同时全省其他市（区）进入战时状态。

### 分区防疫
本轮疫情发生后，西安市根据《新型冠状病毒肺炎疫情防控方案（第九版）》关于科学划分、精准管控等要求划定风险区。7月18日18时，西安市全域所有中高风险区均已解除，全市转为常态化防控。
| 区         | 街道（及范围）                                                   | 调整日期                                                                                                |
| ---------- | ---------------------------------------------------------------- | --- |
| 长安区     | 韦曲街道简王井村陕西朝辉再生资源交易集散市场（大风尚再生艺术馆） | 常态化防控区域→高风险：7月2日 高风险→中风险：7月9日 中风险→常态化防控区域：7月12日                      |
| 长安区     | 韦曲街道简王井村的其他区域                                       | 常态化防控区域→中风险：7月2日 中风险→常态化防控区域：7月9日                                             |
| 长安区     | 大兆街道三益村                                                   | 常态化防控区域→中风险：7月2日 中风险→常态化防控区域：7月9日                                             |
| 长安区     | 大兆街道东伍村                                                   | 常态化防控区域→中风险：7月2日 中风险→常态化防控区域：7月9日                                             |
| 长安区     | 长安区其他地区                                                   | 常态化防控区域→低风险：7月2日 低风险→常态化防控区域：7月12日                                            |
| 长安区     | 大兆街道大府井村                                                 | 常态化防控区域→中风险：7月5日 中风险→常态化防控区域：7月8日                                             |
| 曲江新区   | 曲江香都社区万科蜜柚小区                                         | 常态化防控区域→高风险：7月3日、7月5日（扩大范围） 高风险→中风险：7月10日 中风险→常态化防控区域：7月13日 |
| 曲江新区   | 中铁国际社区龙邸小区                                             | 常态化防控区域→高风险：7月3日、7月5日（扩大范围） 高风险→中风险：7月9日 中风险→常态化防控区域：7月12日  |
| 曲江新区   | 曲江新区其他地区                                                 | 常态化防控区域→低风险：7月3日 低风险→常态化防控区域：7月17日                                            |
| 曲江新区   | 金辉社区金辉世界城小区C区                                        | 常态化防控区域→高风险：7月5日 高风险→中风险：7月12日 中风险→常态化防控区域：7月15日                     |
| 曲江新区   | 龙游北路社区万科翡翠国际城东区                                   | 常态化防控区域→高风险：7月5日 高风险→中风险：7月12日 中风险→常态化防控区域：7月15日                     |
| 曲江新区   | 曲江香都社区天地源曲江香都小区                                   | 常态化防控区域→高风险：7月5日 高风险→中风险：7月14日 中风险→常态化防控区域：7月17日                     |
| 曲江新区   | 雁南路曲江金辉小学                                               | 常态化防控区域→中风险：7月5日 中风险→常态化防控区域：7月11日                                            |
| 曲江新区   | 曲江香都社区香都东岸小区                                         | 常态化防控区域→中风险：7月5日 中风险→常态化防控区域：7月10日                                            |
| 曲江新区   | 金地天境社区春晓苑小区                                           | 常态化防控区域→中风险：7月5日 中风险→常态化防控区域：7月10日                                            |
| 国际港务区 | 新筑街道兰家村                                                   | 常态化防控区域→高风险：7月4日 高风险→中风险：7月10日 中风险→常态化防控区域：7月13日                     |
| 国际港务区 | 国际港务区其他地区                                               | 常态化防控区域→低风险：7月4日 低风险→常态化防控区域：7月13日                                            |
| 雁塔区     | 等驾坡街道白杨寨村                                               | 常态化防控区域→高风险：7月5日 高风险→中风险：7月9日 中风险→常态化防控区域：7月12日                      |
| 雁塔区     | 雁塔区其他地区                                                   | 常态化防控区域→低风险：7月5日 低风险→常态化防控区域：7月15日                                            |
| 雁塔区     | 羊头镇社区                                                       | 常态化防控区域→中风险：7月5日 中风险→常态化防控区域：7月10日                                            |
| 雁塔区     | 长延堡街道青松路社区西安市46中学家属院                           | 常态化防控区域→高风险：7月6日 高风险→中风险：7月12日 中风险→常态化防控区域：7月15日                     |
| 雁塔区     | 长延堡街道阳光丽都小区(含商铺)                                   | 常态化防控区域→高风险：7月6日 中风险→常态化防控区域：7月12日                                            |
| 航天基地   | 上元郡社区航天新佳园一期（含临街商铺）                           | 常态化防控区域→高风险：7月5日 高风险→中风险：7月11日 中风险→常态化防控区域：7月14日                     |
| 航天基地   | 航天基地其他地区                                                 | 常态化防控区域→低风险：7月5日 低风险→常态化防控区域：7月14日                                            |
| 航天基地   | 农行小区                                                         | 常态化防控区域→中风险：7月5日 中风险→常态化防控区域：7月11日                                            |
| 航天基地   | 上元郡社区泓景云尚小区                                           | 常态化防控区域→中风险：7月5日 中风险→常态化防控区域：7月10日                                            |
| 浐灞生态区 | 广运潭西路社区龙湖源著小区                                       | 常态化防控区域→高风险：7月7日 高风险→中风险：7月14日 中风险→常态化防控区域：7月17日                     |
| 浐灞生态区 | 浐灞生态区其他地区                                               | 常态化防控区域→低风险：7月5日 低风险→常态化防控区域：7月17日                                            |
| 高新区     | 丈八街道枫林绿洲社区万达天樾1期北区1号楼                         | 常态化防控区域→高风险：7月10日 高风险→中风险：7月15日 中风险→常态化防控区域：7月18日                    |
| 高新区     | 丈八街道枫林绿洲社区万达天樾1期北区（不含1号楼）                 | 常态化防控区域→中风险：7月10日 中风险→常态化防控区域：7月15日                                           |
| 高新区     | 高新区其他地区                                                   | 常态化防控区域→低风险：7月10日 低风险→常态化防控区域：7月18日                                           |

### 核酸检测
7月3日，西安高新区、西咸新区等多个地区开展新一轮核酸筛查，翌日浐灞生态区、莲湖区、未央区、雁塔区、碑林区等区域开展全员核酸检测。

### 日常生活
为应对本轮疫情，西安市疫情防控指挥部决定自7月6日0时起，在全市实行7天临时性管控措施。措施包括：公众娱乐休闲场所、人员聚集经营性场所、公共文化活动场所和农村集贸市场暂停营业1周。监所、福利院、养老机构等特殊场所封闭管理；各餐饮单位（含饮品店、小吃店、早餐店等，不含宾馆、单位内部食堂）暂停堂食1周；1周内暂不举办大型会议、各类线下培训，严控群体性活动；实行“喜事缓办、丧事简办、宴会不办”。所有宗教活动场所（含民间信仰场所）暂时关闭，暂停一切宗教活动；中小学、幼儿园提前放假，高校实行封闭管理，培训机构暂停营业1周。西安市疫情防控指挥部有关负责人表示，相关管控措施不是“封城”，是为了尽可能让社会静下来，减小社会流动性，快速找出潜在风险源，降低交叉感染风险。
受本轮疫情影响，西安多个文旅场所临时关闭，包括大明宫国家遗址公园各室内场馆、秦始皇帝陵博物院、西安半坡博物馆、陕西省美术博物馆、陕西考古博物馆、钟楼、鼓楼、西安碑林博物馆等。陕西省文化和旅游厅决定，根据文化和旅游部发布的相关要求，暂停西安市长安区、曲江新区、雁塔区、国际港务区、航天基地（中高风险地区所在区）跨省团队旅游和机票+酒店业务。有不少仍在西安或计划前往西安的游客因此调整了行程安排，酒店预定入住率也因此骤减。
而随着疫情的控制，7月10日起，西安多个文旅场所恢复开放，多个商业综合体恢复堂食、全面营业。

### 交通应对
根据西安市发布的进出城政策，西安市低风险地区旅客需持48小时核酸检测阴性报告离市。
受疫情影响，7月5日西安宣布翌日起实施临时管控措施后，当晚西安火車站大排長龍，許多大學生、遊客因擔心「封城封校」，連夜離開西安，直至7月6日，西安火车站、汽车站客流出现下降情况。